# 齐兰 (北达科他州)
齐兰是美国北达科他州下属的一座城市。根据2010年美国人口普查，该市有人口86人。1902年，荷蘭裔美國人建立了齐兰，名字來自於泽兰省。